# Désiré Asségnini Tagro

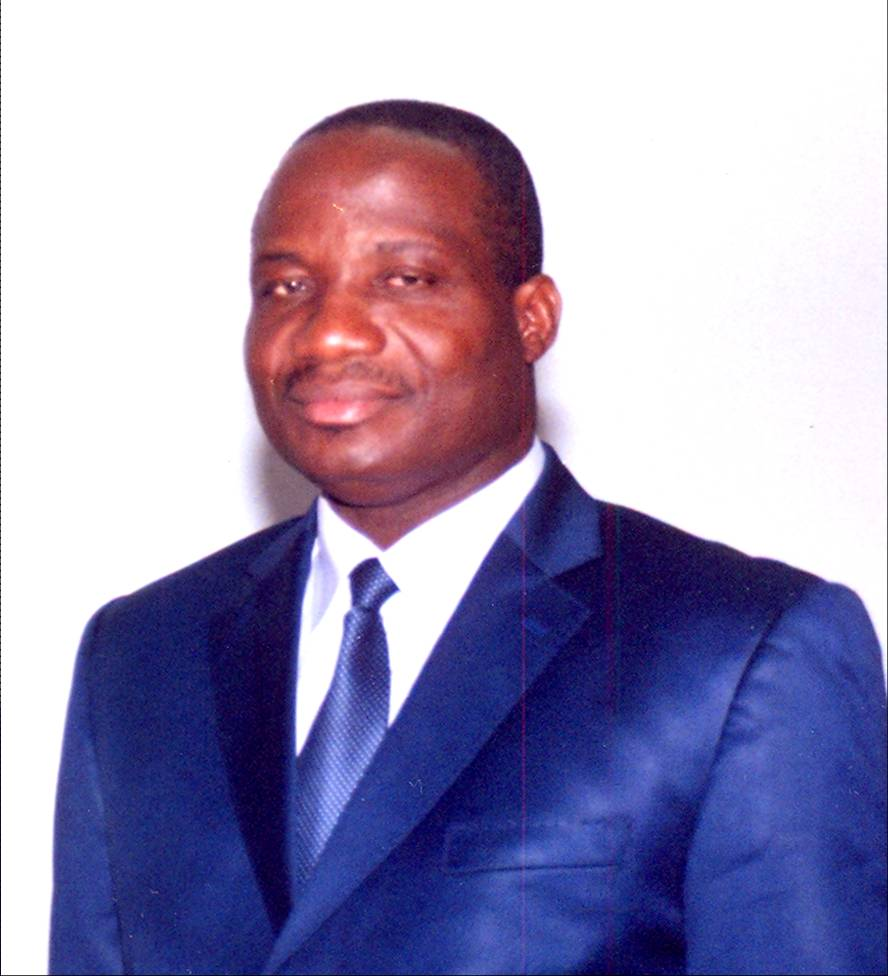
Désiré Asségnini Tagro (2008)

Désiré Asségnini Tagro (* 27. Januar 1959 in Issia; † 12. April 2011 in Abidjan) war ein ivorischer Politiker und Innenminister. Er war Generalsekretär der Präsidentschaft Laurent Gbagbos und Mitglied der Front Populaire Ivoirien.

## Leben
Désiré Asségnini Tagro war, gemeinsam mit Gbagbo, dessen Frau Simone und seinen Vertrauten Alcide Djédjé und Pascal Affi N’Guessan von, am 6. Januar 2011 beschlossenen, Sanktionen der Vereinigten Staaten betroffen. Alle seine Besitztümer wurden eingefroren und Firmen durften keine Geschäfte mit ihm machen.
Er war mit vier anderen Personen von der am 30. März 2011 beschlossenen Resolution 1975 des UN-Sicherheitsrates betroffen. In dieser wurde er mit einem Reiseverbot belegt und sein Vermögen wurde eingefroren.
Tagro starb am 12. April 2011 in einer Klinik in Abidjan. Laut Sprechern von Alassane Ouattara war er unter den, gemeinsam mit Gbagbo, Festgenommenen und wurde verletzt ins Hotel du Golf gebracht und später in ein Hospital eingeliefert, wo er schließlich verstarb. Pascal Affi N’Guessan dagegen behauptete, dass Tagro im Hotel du Golf ermordet wurde.